# Aptenia cordifolia
Aptenia cordifolia  ist eine Pflanzenart aus der Gattung Aptenia innerhalb der Familie der Mittagsblumengewächse (Aizoaceae). Sie wird gelegentlich auch als Eiskraut, Herzblättrige Aptenia oder Herzblättrige Mittagsblume bezeichnet, weil sie (wie u. a. auch viele weitere Arten der Familie der Aizoaceae) nur während der Sonnenstunden des Tages ihre Blüten öffnet.

## Beschreibung

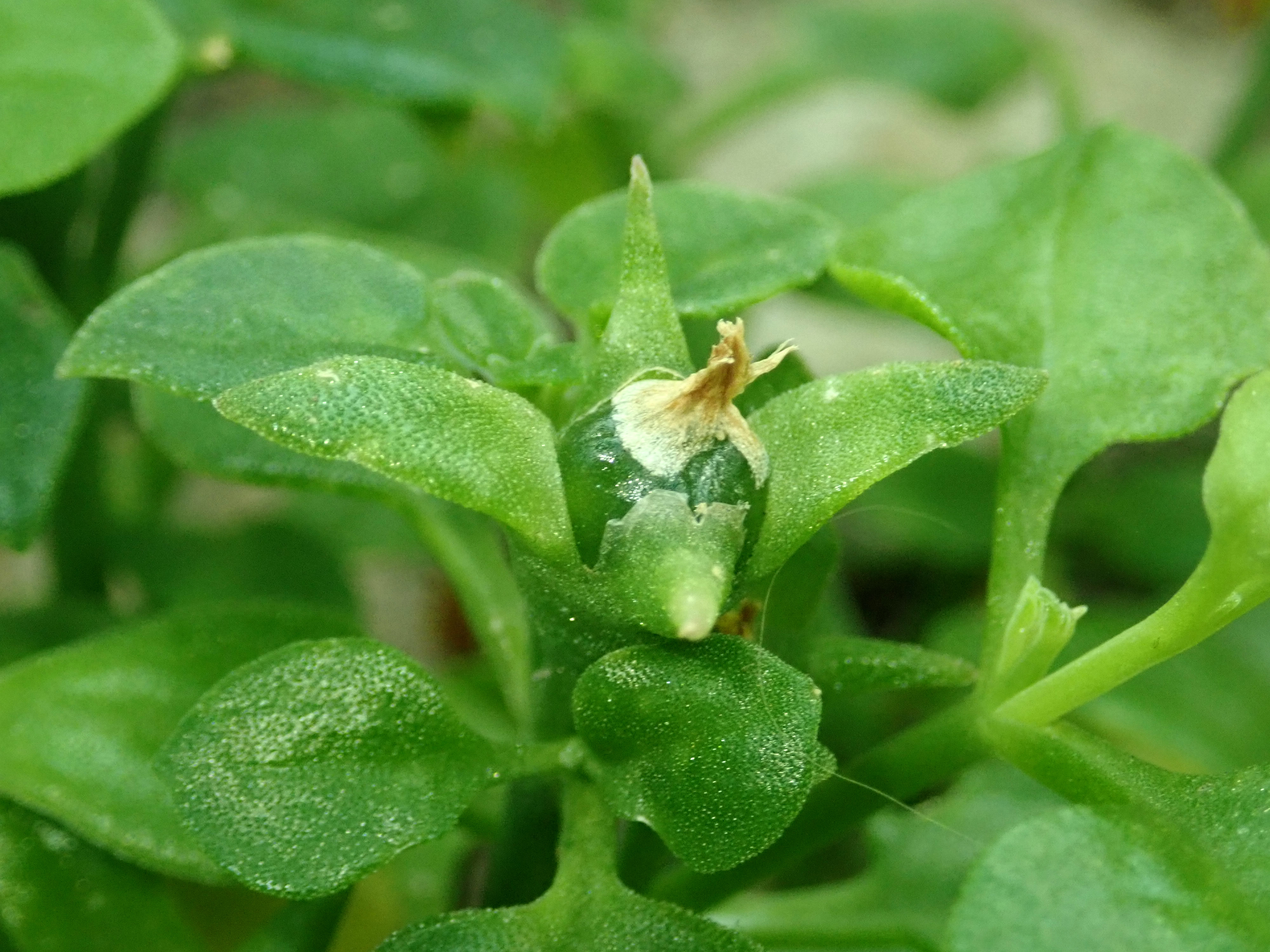
Unreife Kapselfrucht

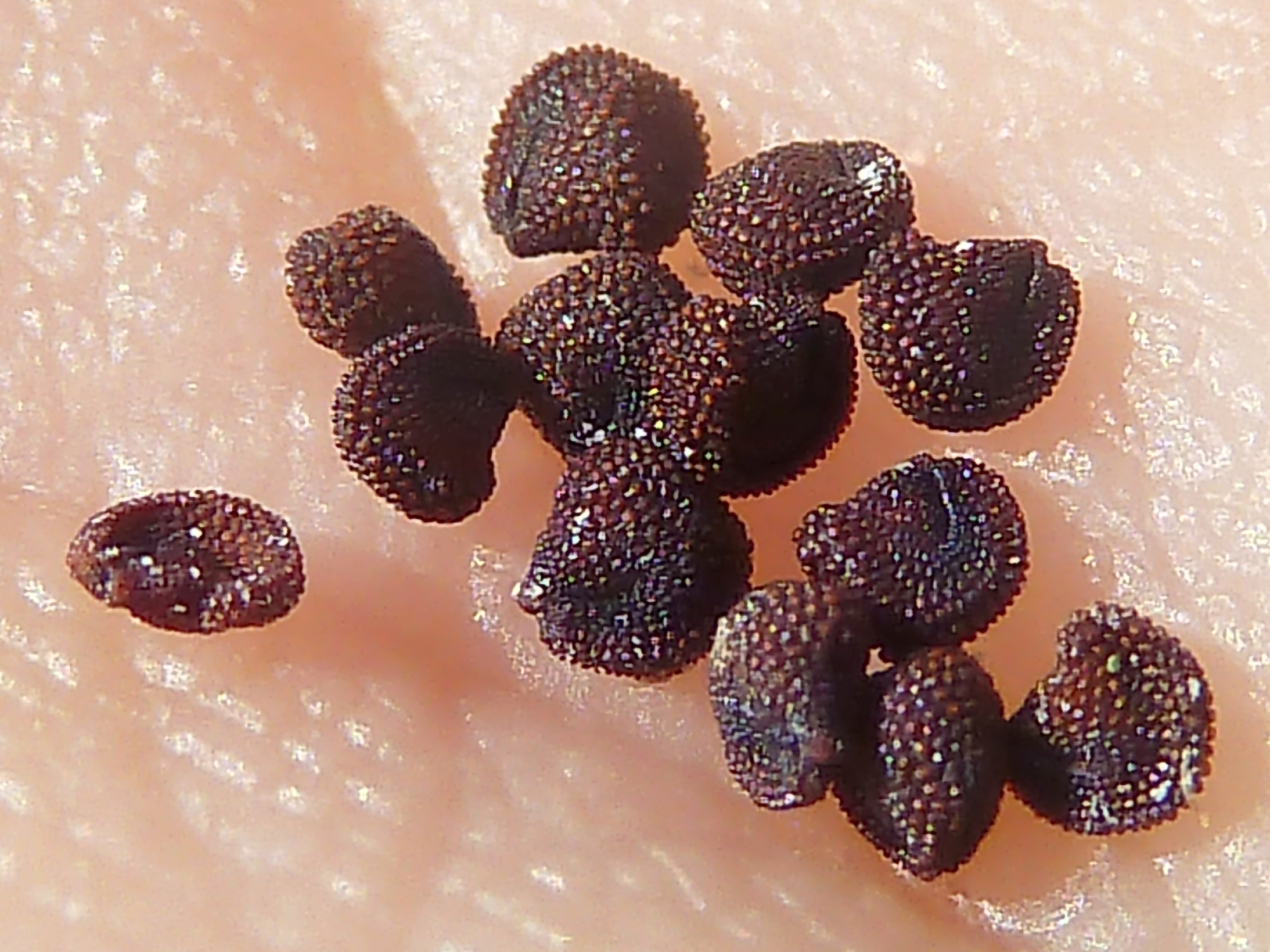
Samen

### Vegetative Merkmale
Aptenia cordifolia ist eine ausdauernde sukkulente Pflanze, die nur Wuchshöhen von 5 bis 10 Zentimetern erreicht. Sie ist reich verzweigt mit niederliegenden, kriechenden Stängeln, die grün und stielrund sind. Die Laubblätter sind gegenständig angeordnet. Die fleischigen, relativ kleinen Blattspreiten sind bei einer Länge von etwa 2,5 Zentimetern eiförmig bis herzförmig und mit feinen Papillen bedeckt.

### Generative Merkmale
Die kurz gestielten Blüten erscheinen einzeln end- oder seitenständig. Die Blüten öffnen sich nur während der Sonnenstunden des Tages. Die zwittrigen Blüten sind bei Durchmessern von 8 bis 15 Millimetern relativ klein und radiärsymmetrisch. Es sind zahlreiche rosa- bis purpurrote Blütenhüllblätter (80) und Staubblätter (50) vorhanden.
Es werden Kapselfrüchte gebildet.

## Vorkommen
Aptenia cordifolia stammt ursprünglich aus den östlichen Küstenwüsten Südafrikas. Sie wird in zahlreichen wärmeren, vor allem küstennahen Gebieten angepflanzt oder verwildert (beispielsweise in der Mittelmeerregion, auf den Kanarischen Inseln, in Kalifornien und Australien).
Die nicht frostharte Pflanze benötigt einen sonnigen Standort und durchlässigen Boden.

## Taxonomie
Die Erstveröffentlichung erfolgte 1781 unter dem Namen (Basionym) Mesembryanthemum cordifolium durch Carl von Linné dem Jüngeren in Supplementum Plantarum, S. 260. Die Neukombination zu Aptenia cordifolia (L. f.) Schwantes wurde 1928 durch Gustav Schwantes in Gartenflora Band 77, S. 69 veröffentlicht. Das Artepitheton cordifolia leitet sich vom lateinischen Wort cor für „Herz“ ab und bezieht sich auf die herzförmigen Laubblätter.

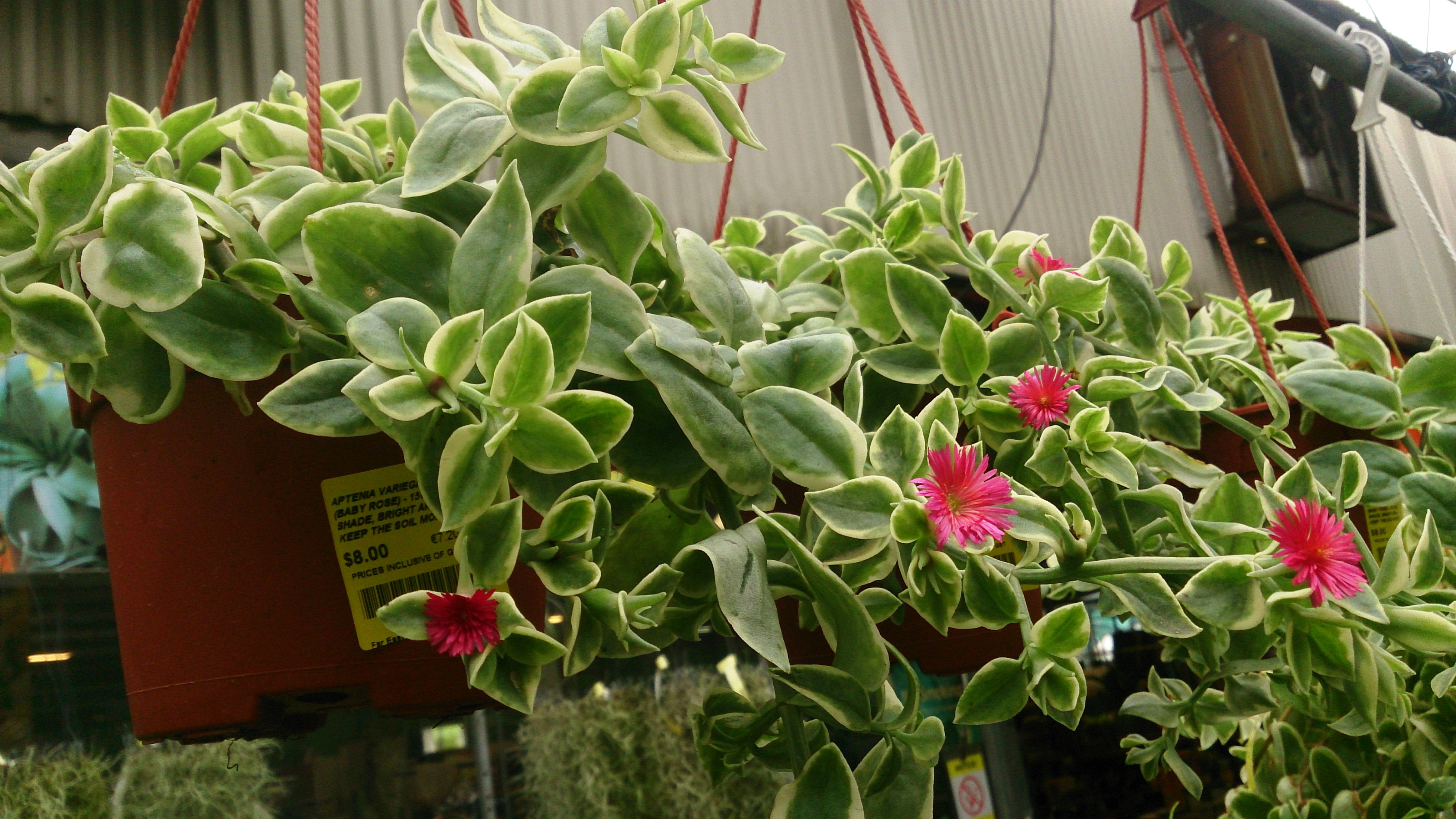
Die Ausleseform ‚Variegata‘ als „Ampelpflanze“

## Verwendung und Sorten
Die Sorten von Aptenia cordifolia können als raschwüchsiger, nicht winterharter Bodendecker in Blumenkästen und Ampeln verwendet werden. Die Überwinterung erfolgt entweder an einem frostfreien, sonnigen Platz bei 5 bis 8 °C oder man überwintert bewurzelte Stecklinge. Neben grünblättrigen Sorten gibt es auch auf die Sorte ‚Variegata‘, deren Blätter cremeweiße Ränder besitzen und selten auf eine weißblühende Form.
Aptenia cordifolia wird auch in der Küche verwendet, meistens zu Dekorationszwecken oder unter Salat gemischt. Die fleischigen Blätter haben einen säuerlichen Geschmack. Die Einheimischen der Ursprungsregion verwenden Aptenia cordifolia wegen entzündungshemmender Eigenschaften.

## Belege
- C. Brickell (Hrsg.): Enzyklopädie der Garten- und Zimmerpflanzen. Orbis, München 1994, ISBN 3-572-00685-6.
- W. Haage: Kakteen und Sukkulenten. Quelle & Meyer, Heidelberg 1989, ISBN 3-494-01143-5.
- J. Ettelt: Sukkulenten-Kartei. In: Kakteen und andere Sukkulenten. 3/2004.
- Nancy J. Vivrette: Aptenia. In: Flora of North America Editorial Committee (Hrsg.): Flora of North America North of Mexico. Volume 4: Magnoliophyta: Caryophyllidae, part 1. Oxford University Press, New York / Oxford u. a. 2003, ISBN 0-19-517389-9, S. 83–84 (englisch). Aptenia cordifolia (Linnaeus f.) Schwantes - textgleich online wie gedrucktes Werk.